# Lola Foxx
Lola Foxx (Los Ángeles, California; 1 de noviembre de 1991) es una ex actriz pornográfica y modelo erótica estadounidense.

## Biografía
Lola Foxx, nombre artístico de Aerial Rose Robinson, nació en Los Ángeles el primero de noviembre de 1991, en una familia de ascendencia siciliana. Durante el instituto fue cheerleader y corista de su club de teatro. A los 18 años comenzó a trabajar como bailarina exótica en el Club Spearmint Rhino de la ciudad californianna de Van Nuys.
Tras su etapa como bailarina, una compañera de trabajo y posterior actriz porno, Audrianna Angel, que ya estaba grabando sus propias escenas, la animó a entrar en la industria buscando hacer carrera en ella. Debutó como actriz pornográfica en 2011, grabando sus primeras escenas a los 19 años.
Como actriz, ha grabado para productoras como Girlfriends Films, Hustler, Digital Playground, SexArt, Evil Angel, Bangbros, New Sensations, Kink.com, Wicked Pictures, Brazzers, Reality Kings, Naughty America o Vivid, entre otras.
En 2014 consiguió su primera nominación en los Premios AVN en la categoría de Mejor escena de trío M-H-M, junto a Abby Cross y Mick Blue, por Soaking Wet.
En 2015 grabó su primera escena de sexo anal en la película My Ass, del estudio Archangel. Ese mismo año tuvo su mayor protagonismo en los AVN al lograr estar presente en cuatro categorías: a Mejor escena de sexo chico/chica por Super Cute, a Mejor escena de sexo en grupo por Orgy Initiation of Lola, a Mejor escena de sexo lésbico en grupo por Three's A Charm y a Mejor escena de trío M-H-M por
Apocalypse X.
En 2016 regresó a los AVN a la temática de Mejor escena de sexo lésbico en grupo por College Rules 20.
Se retiró de la industria en 2017, habiendo aparecido en más de 450 películas como actriz.
Algunas películas suyas son Ass Crack Addicts, Bad Girls Only, Escort 2, I Was Tight Yesterday 10, Jerk Me Off 2, Love and Romance 2, MILF Teen Cum Swap, On The Dark Side, Soaking Wet o Tricked By A Lesbian.

## Premios y nominaciones
| Año  | Ceremonia                   | Resultado | Premio                                | Trabajo                 |
| ---- | --------------------------- | --------- | ------------------------------------- | ----------------------- |
| 2013 | Sex Awards                  | Nominada  | Sexiest Adult Star                    | —                       |
| 2013 | Spank Bank Awards           | Nominada  | America's Porn Sweetheart             | —                       |
| 2013 | Spank Bank Awards           | Nominada  | Clam Crazed Cooze of the Year         | —                       |
| 2013 | Spank Bank Awards           | Nominada  | Most Adorable Slut                    | —                       |
| 2013 | Spank Bank Awards           | Ganadora  | Pussy Eating Princess of the Year     | —                       |
| 2013 | Spank Bank Technical Awards | Ganadora  | Favorite Dick Smeller                 | —                       |
| 2014 | Premios AVN                 | Nominada  | Mejor escena de trío M-H-M            | Soaking Wet             |
| 2014 | Spank Bank Awards           | Nominada  | Most Adorable Slut                    | —                       |
| 2014 | Spank Bank Awards           | Nominada  | Pussy Eating Princess of the Year     | —                       |
| 2015 | Premios AVN                 | Nominada  | Mejor escena de sexo chico/chica      | Super Cute              |
| 2015 | Premios AVN                 | Nominada  | Mejor escena de sexo en grupo         | Orgy Initiation of Lola |
| 2015 | Premios AVN                 | Nominada  | Mejor escena de sexo lésbico en grupo | Three's A Charm         |
| 2015 | Premios AVN                 | Nominada  | Mejor escena de trío M-H-M            | Apocalypse X            |
| 2015 | Premios AVN                 | Nominada  | Premio fan: Culo más caliente         | —                       |
| 2015 | Spank Bank Awards           | Nominada  | Best Swallower                        | —                       |
| 2015 | Spank Bank Awards           | Nominada  | Best Swallower                        | —                       |
| 2015 | Spank Bank Awards           | Nominada  | The Girl Next Door... Only Better     | —                       |
| 2015 | Spank Bank Technical Awards | Ganadora  | Friendliest Cum Junkie                | —                       |
| 2016 | Premios AVN                 | Nominada  | Mejor escena de sexo lésbico en grupo | College Rules 20        |
| 2016 | Premios AVN                 | Nominada  | Premio fan: Culo más épico            | —                       |
| 2016 | Spank Bank Awards           | Nominada  | Best Ass Licking Artist               | —                       |
| 2016 | Spank Bank Awards           | Nominada  | Best Booty                            | —                       |
| 2016 | Spank Bank Awards           | Nominada  | Masturbator of the Year               | —                       |
| 2016 | Spank Bank Technical Awards | Ganadora  | Thank God She Does Anal Now!          | —                       |